# Hydrelia subtestacea
Hydrelia subtestacea là một loài bướm đêm trong họ Geometridae.